# 칼라와야어
칼라와야어(Kallawaya 또는 Callawalla)는 볼리비아의 소멸위기언어이다. 안데스에 사는 칼라와야 사람들이 쓰는 말로, 이들은 잉카제국 때부터 약초지식으로 의술을 펴던 특수한 직업군의 사람들이다.
칼라와야어는 혼합어로 그 언어의 문법틀은 잉카 공용어였던 케추아어에 바탕하고 있지만, 낱말은 일찍이 사멸한 푸키나어족에서 비롯되었다. 푸키나어는 케추아어,아이마라어등 토착 대언어들과 나중에 들어온 스페인어에 밀려 사라졌다.
칼라와야어는 일상어가 아니라, 의료행위에만 쓰이는 특수어로, 전통의학지식과 함께 대대로 이어져 내려왔으나, 현재 전통의료가 서양의학에 밀려나고, 칼라와야 사람으로서 보다 볼리비아인으로 살아야 하는 압력에 따라 쓰이는 횟수는 내리 줄고 있다.

## 참고 문헌
- 앤드류 달비,언어의 종말
- Aguiló, Federico. Diccionario kallawaya. La Paz, Bolivia: MUSEF, 1991. (스페인어)
- Bastien, JW. 1989. Differences between Kallawaya-Andean and Greek-European Humoral Theory. Social Science & Medicine (1982). 28, no. 1: 45-51.
- Girault, Louis. Kallawaya: el idioma secreto de los incas : diccionario. [La Paz, Bolivia?]: UNICEF, 1989. (스페인어)
- Oblitas Poblete, Enrique, and Jan Szemiński. Lexico Kallawaya. [S.l: Bet Xemex?, 1994. (스페인어)